# Деденевский сельсовет
Деденевский сельсовет — упразднённая административно-территориальная единица, существовавшая на территории Московской губернии и Московской области до 1939 года.
Деденевский сельсовет был образован в первые годы советской власти. По данным 1918 года он входил в состав Деденевской волости Дмитровского уезда Московской губернии.
В 1920-е годы Деденевский с/с был преобразован в Шуколовский сельсовет.
По данным 1926 года в состав Шуколовского сельсовета входили село Шуколово, посёлки Бугровка, Деденево и Свистуха, деревни Благовещенское, Голявино, Данилиха, Кузяево, Новлянки, Свистуха и Целеево, совхоз Влахернской трудовой артели, станция Влахернская, казармы 51 и 54 километра железной дороги, будка 52 километра железной дороги и Шуколовская сторожка.
В 1929 году Шуколовский с/с был переименован обратно в Деденевский сельсовет и отнесён к Дмитровскому району Московского округа Московской области.
26 марта 1939 года Деденево получило статус дачного посёлка, в связи с чем Деденевский с/с был упразднён.